# ツール・ド・フランス1950
ツール・ド・フランス1950は、ツール・ド・フランスとしては37回目の大会。1950年7月13日から8月7日まで、全22ステージで行われた。

## レース概要
第11ステージ（ポーからサン・ゴダンまで）において、西（フランス）チームのジャン・ロビックが、イタリアチームのエースであるジーノ・バルタリに転倒させられ、この区間を制したバルタリに対して、3分59秒遅れてゴールした。またこのステージ終了後、マイヨ・ジョーヌはイタリアのフィオレンツォ・マーニへと移動。
ところが、翌、第12ステージ開始前より、前日の一件に加え、イタリア人選手のマーニが総合首位ということに対して、多くの観客がイタリアチーム選手に対して怒号と非難を浴びせ続けた。これを受け、イタリアチーム監督のアルフレッド・ビンダは、同ステージ途中でイタリア選手全員をリタイアさせることを決めた。
これにより、第11ステージ終了時点では、首位マーニに対して2分31秒差の2位だった、スイスのフェルディナント・キュプラーが第12ステージ終了時点でトップに立った。キュプラーはアルプス越えステージにおいて安定した走りを見せた。そして、第20ステージの個人タイムトライアルでは、追いすがるベルギーのスタン・オッカーを突き放し、見事、スイス国籍選手として初のツール・ド・フランス総合優勝を果たした。
ちなみにロビックは、キュプラーに遅れること59分45秒差の12位で完走した。

## 総合成績
| 順位 | 選手名                       | 国籍           | 時間            |
| ---- | ---------------------------- | -------------- | --------------- |
| 1    | フェルディナント・キュプラー | スイス         | 145時間36分56秒 |
| 2    | スタン・オッカー             | ベルギー       | +9分30秒        |
| 3    | ルイゾン・ボベ               | フランス       | +22分19秒       |
| 4    | ラファエル・ジェミニアーニ   | フランス       | +31分14秒       |
| 5    | ジャン・キルシェン           | ルクセンブルク | +34分21秒       |
| 6    | クレベール・ピオ             | フランス       | +41分35秒       |
| 7    | ピエール・コガン             | フランス       | +52分22秒       |
| 8    | レイモン・アンパニ           | ベルギー       | +53分34秒       |
| 9    | ジョルジュ・ミェニエ         | フランス       | +54分29秒       |
| 10   | ジャン・ゴルトシュミット     | ルクセンブルク | +55分21秒       |

### マイヨ・ジョーヌ保持者
| 選手名                       | 国籍           | 首位区間          |
| ---------------------------- | -------------- | ----------------- |
| ジャン・ゴルトシュミット     | ルクセンブルク | 第1-第2、第6      |
| ベルナール・ゴティエ         | フランス       | 第3-第5、第7-第10 |
| フィオレンツォ・マーニ       | イタリア       | 第11              |
| フェルディナント・キュプラー | スイス         | 第12-最終         |

### 各部門賞結果
| 第37回 ツール・ド・フランス 1950 |                                              |
| 全行程                           | 22区間、 4775km                              |
| 総合優勝                         | フェルディナント・キュプラー 145時間36分56秒 |
| 2位                              | スタン・オッカー +9分30秒                    |
| 3位                              | ルイゾン・ボベ +22分19秒                     |
| 4位                              | ラファエル・ジェミニアーニ +31分14秒         |
| 5位                              | ジャン・キルシェン +34分21秒                 |
| 山岳賞                           | ルイゾン・ボベ 58ポイント                    |
| 2位                              | スタン・オッカー 44ポイント                  |
| 3位                              | ジャン・ロビック 41ポイント                  |